# Stadion Schützenwiese
El Stadion Schützenwiese es un estadio de fútbol ubicado en la ciudad de Winterthur, cantón de Zúrich, Suiza. El estadio tiene una capacidad para 8.550 personas y es utilizado por el club FC Winterthur que disputa la Superliga Suiza.
El 17 de diciembre de 2010, el Ayuntamiento de Winterthur presentó el proyecto de ampliación y renovación del estadio para cumplir con los requisitos de licencia de la Superliga Suiza, y lanzaron un concurso para la adjudicación de las obras. El proyecto expuesto por un estudio de arquitectura de Biel (Sollberger Bögli Architekten AG), seleccionado como ganador entre una treintena de participantes, preveía una modernización por etapas del Schützenwiese.
En la primera etapa de las obras, que se prolongó oficialmente hasta finales de agosto de 2013, se adoptaron en primer lugar las medidas básicas de seguridad que permitieron satisfacer los pedidos realizados por la federación. También se realizaron mejoras en el sistema de iluminación del estadio, las instalaciones de seguridad de los partidos y se instalaron nuevas instalaciones sanitarias y de avituallamiento. La segunda etapa vio la construcción de una nueva tribuna cubierta para reemplazar la antigua tribuna este, inaugurada oficialmente el 2 de marzo de 2015 con motivo del partido en casa contra el FC Schaffhausen. Las tribunas para espectadores de pie ubicadas detrás de las porterías se conservaron en gran medida y no se sometieron a modernización.

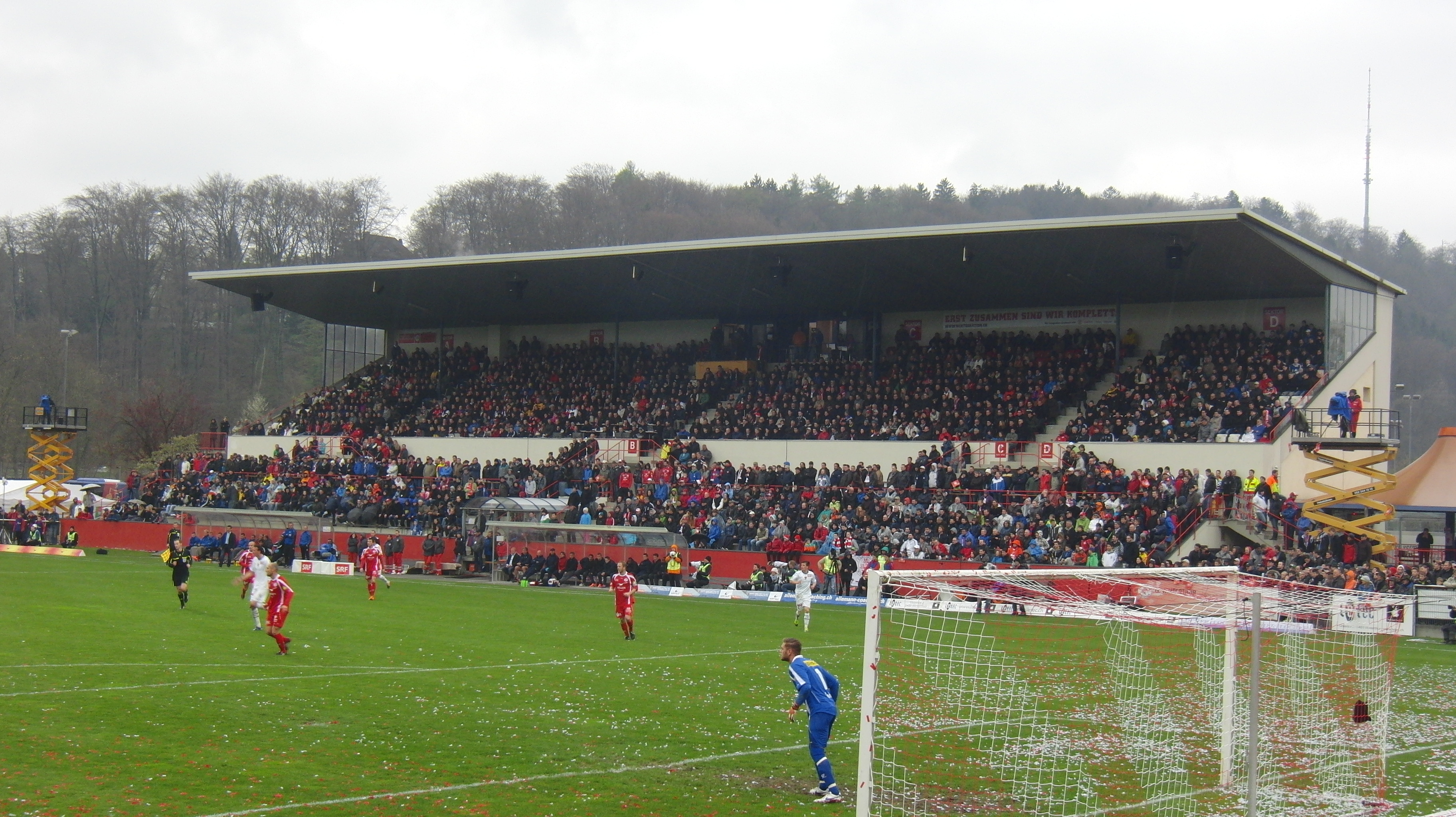
Tribuna principal
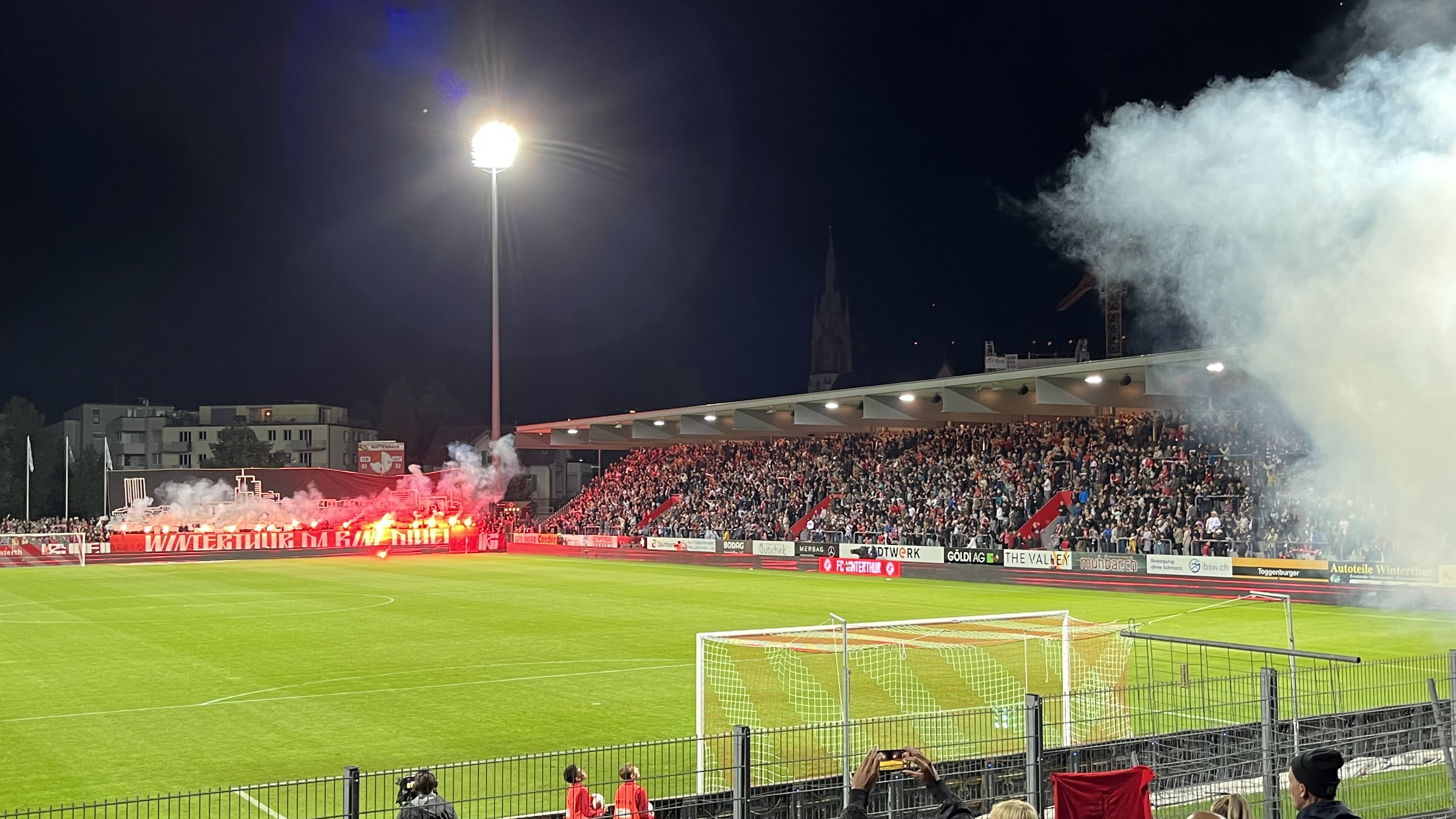
Tribuna inaugurada en 2015